# 久保敏文
久保 敏文（くぼ としふみ、1943年11月21日 - ）は、佐賀県鳥栖市出身の元騎手。引退後に実業家に転身し、出版社の社長に就任。中央競馬の馬主資格も取得した。騎手時代は追い込みを得意とし、ファンの多い騎手であった。旧姓は古賀。

## 来歴
少年の頃に両親が離婚したことに伴って福岡県福岡市に移住し、芸妓置屋を経営していた叔母の元に身を寄せた。
義叔父が馬主として競走馬を所有しており、義叔父と付き合いのあった京都・上田武司調教師から騎手になることを勧められ、中学卒業後に京都・久保道雄厩舎に騎手見習いとして入門。馬事公苑騎手養成長期課程に第8期生として入所し、同期生には清水出美・鹿戸明・久保田秀次郎・安田伊佐夫・大崎昭一・笹倉武久などがいる。
騎手課程修了後の1963年3月に騎手免許を取得したが、デビュー直前の調教中に怪我を負う。他の同期生より2カ月遅い5月4日の京都第1競走アラブ4歳以上オープン・ヒメカツプで初騎乗を迎え、見事に史上11人目の初騎乗初勝利を挙げた。1年目から11勝と2桁勝利を挙げ、2年目の1964年には同馬でタマツバキ記念（春）を制し、重賞初勝利も挙げている。やがて久保厩舎の主戦騎手となり、関西の有力若手騎手として頭角を現した。
1966年はヒヨシキングでタマツバキ記念（春）2勝目を挙げ、1967年11月25日の京都第4競走3歳新馬・ハイネスモアで通算100勝を達成。
1968年からは平地競走での騎乗に専念し始める。同年の10月には久保の娘と結婚して娘婿となり、姓を本名の「古賀」姓から「久保」姓に改姓。その前の8月11日に札幌第9競走札幌競馬場スタンド増築記念で、宮本悳に替わってダービー馬・タニノハローモアの手綱を取ったが、2着に敗れて1戦のみで降板。この後に伊藤修司調教師から「タニノハローモアを降ろされたのなら」と、騎乗停止を受けていた保田隆芳に代わって皐月賞馬・マーチスの手綱を任され、初の古馬相手となった札幌記念に初騎乗で勝利に導いた。続くハリウッドターフクラブ賞でも古馬相手に重賞2連勝と復活させ、これをきっかけとして伊藤厩舎からの騎乗依頼が増える。
1969年には同厩舎のヒデコトブキで桜花賞を制し、GI級レース・八大競走初制覇を果たした。同年は自己最多の43勝を挙げ、ベストテン入りは逃したものの全国12位と自己最高位をマーク。マーチスとのコンビでは札幌記念2連覇、目黒記念（秋）制覇に導く。1970年12月27日の阪神第3競走4歳以上100万下・ブリテイホースで200勝を達成。
1972年には条件馬であったシンザン産駒のシンザンミサキで愛知杯を制し、1973年の鳴尾記念ではナオキを相手にレコード勝ちを決め、続く天皇賞（春）でもタイテエムの3着に入る健闘を見せた。
1975年にはキーミサキでタマツバキ記念（春）3勝目を挙げ、武邦彦から乗り替わりのロングホークで阪神大賞典を制覇。
1976年は4月10日の阪神第10競走スプリングハンデキャップ・タニノダーバリーで300勝を達成。12月には阪神3歳ステークス・リュウキコウでGI級レース2勝目を挙げると、阪神牝馬特別・メジロジゾウ、阪神大賞典・ホクトボーイで2連覇と3週連続重賞勝利を決める。1977年には年間で重賞6勝をマークし、その内の3勝をホクトボーイとのコンビで挙げた。関東初遠征の天皇賞（秋）では道中後方を進み、直線だけでトウショウボーイ・グリーングラスの2強を豪快に抜き去り、GI級レース3勝目・八大競走2勝目を挙げる。12月にはタニノチェスターで阪神大賞典3連覇を達成。1978年はアグネスホープで毎日杯を制し、同馬をデビュー3連勝で重賞初制覇に導く。クラシック本番は皐月賞6着、NHK杯10着と評価を落とすが、東京優駿で20頭中12番人気ながらサクラショウリの2着と健闘。
1979年には初の1桁勝利となる5勝に終わり、デビューから続けていた2桁勝利が16年連続でストップ。1980年も8勝と2年連続1桁に終わるが、1981年には19勝と3年ぶりに数字を2桁に乗せる。同年は6月14日の中京第4競走4歳未勝利・ヤマニンピットで400勝を達成し、CBC賞・アグネスベンチャーで3年ぶりの重賞制覇も決める。1982年のスワンステークスでは重賞2勝目を飾るが、久保にとっては重賞30勝目となり、関西現役騎手の重賞勝利数で武に次いでいた。同年の菊花賞では21頭中19番人気のマサヒコボーイで3着に入って波乱を演出し、同馬で1983年には京都記念（春）を制覇。同年暮に義父の久保が逝去し、1984年からはフリーに転身。
以後は若手騎手の台頭もあって徐々に勝ち鞍が減少し始め、1986年の中京記念・シャイニングルビーで3年ぶりの重賞制覇を挙げるが、これが自身最後の重賞制覇となった。12月14日の中京第8競走4歳以上400万下・ケーティライズで500勝を達成。この後は日本騎手クラブ副会長兼関西支部長を務める様になると、騎乗数も減少していった。
1989年は8勝と2桁勝利が8年連続でストップするが、1990年は10勝と2年ぶりの2桁、1991年は13勝と自身最後の2桁をマーク。1991年2月の小倉開催では同9日の第11競走帆柱山特別・タマビッグギャル、第12競走4歳以上500万下・ミリオンシーザーと連勝。1989年10月15日の福島以来の1日2勝を挙げると、翌10日も第2競走4歳未勝利・タイコンチェルト、第4競走4歳未勝利・サハリンロマンで2日連続1日2勝を挙げるが、第11競走周防灘特別・スリーヤーは人気に応えられず3着と1日3勝は挙げられなかった。
1993年2月21日の小倉第1競走アラブ4歳以上400万下・アキノアイランドが最後の勝利となり、3月20日の小倉第1競走アラブ4歳以上800万下・アキノアイランド（14頭中12着）が最後の騎乗となった。1994年2月28日に現役引退。これにより日本騎手クラブ副会長兼関西支部長の後任には河内洋が就任した。
引退後はJRAから競馬学校教官への転身を勧められていたが、後に知人の実業家男性より雑誌制作への参画を勧められ、こちらに従って九州に戻った。後に福岡の出版社「ベストプランニング」の社長に就任し、九州で唯一の風俗店求人誌『赤いりんご』と『アップルページ』を創刊。会社は2000年時点で年商6億円の企業に成長し、地方では1996年頃から馬主となっていたが、1999年には高年収・資産額を求められる中央の馬主資格を取得。事業で成功し、中央の馬主資格を取得することは実業家転身に当たっての目標であった。かつて騎手であった人物が引退後に馬主登録した例は、日本では少数である。中央所属所有馬に騎乗する騎手が着用する勝負服の配色は、「青地・黄襷・赤袖」である。

## 通算成績
| 年     | 区分 | 1着 | 2着 | 3着 | 4着以下 | 出走数 | 勝率 | 連対率 |
| ------ | ---- | --- | --- | --- | ------- | ------ | ---- | ------ |
| 1963年 | 平地 | 11  | 8   | 5   | 31      | 55     | .200 | .345   |
| 1963年 | 障害 | 0   | 0   | 0   | 4       | 4      | .000 | .000   |
| 1963年 | 計   | 11  | 8   | 5   | 35      | 59     | .186 | .322   |
| 1964年 | 平地 | 17  | 15  | 17  | 99      | 148    | .115 | .216   |
| 1964年 | 障害 | 1   | 3   | 3   | 15      | 22     | .045 | .182   |
| 1964年 | 計   | 18  | 18  | 20  | 114     | 170    | .106 | .212   |
| 1965年 | 平地 | 12  | 13  | 14  | 72      | 111    | .108 | .225   |
| 1965年 | 障害 | 1   | 4   | 3   | 14      | 22     | .045 | .227   |
| 1965年 | 計   | 13  | 17  | 17  | 86      | 133    | .098 | .225   |
| 1966年 | 平地 | 24  | 23  | 31  | 143     | 221    | .109 | .213   |
| 1966年 | 障害 | 2   | 0   | 4   | 12      | 18     | .111 | .111   |
| 1966年 | 計   | 26  | 23  | 35  | 155     | 239    | .109 | .205   |
| 1967年 | 平地 | 31  | 18  | 33  | 133     | 215    | .144 | .228   |
| 1967年 | 障害 | 2   | 1   | 0   | 3       | 6      | .333 | .500   |
| 1967年 | 計   | 33  | 19  | 33  | 136     | 221    | .149 | .235   |
| 1968年 | 平地 | 28  | 30  | 29  | 127     | 214    | .131 | .271   |
| 1969年 | 平地 | 45  | 39  | 40  | 179     | 301    | .143 | .272   |
| 1970年 | 平地 | 26  | 19  | 29  | 127     | 201    | .129 | .224   |
| 1971年 | 平地 | 15  | 24  | 19  | 107     | 165    | .091 | .236   |
| 1972年 | 平地 | 13  | 15  | 16  | 86      | 130    | .100 | .215   |
| 1973年 | 平地 | 18  | 21  | 18  | 77      | 134    | .134 | .291   |
| 1974年 | 平地 | 22  | 22  | 27  | 137     | 208    | .106 | .212   |
| 1975年 | 平地 | 26  | 16  | 19  | 102     | 163    | .160 | .258   |
| 1976年 | 平地 | 24  | 14  | 16  | 96      | 150    | .160 | .253   |
| 1977年 | 平地 | 28  | 16  | 15  | 107     | 166    | .169 | .265   |
| 1978年 | 平地 | 30  | 20  | 20  | 108     | 178    | .169 | .281   |
| 1979年 | 平地 | 5   | 6   | 8   | 82      | 101    | .050 | .109   |
| 1980年 | 平地 | 8   | 11  | 8   | 90      | 117    | .068 | .162   |
| 1981年 | 平地 | 19  | 11  | 9   | 42      | 80     | .225 | .363   |
| 1982年 | 平地 | 13  | 17  | 12  | 106     | 148    | .088 | .203   |
| 1983年 | 平地 | 16  | 9   | 9   | 67      | 101    | .158 | .248   |
| 1984年 | 平地 | 26  | 17  | 34  | 167     | 244    | .107 | .176   |
| 1985年 | 平地 | 21  | 19  | 28  | 158     | 225    | .089 | .173   |
| 1986年 | 平地 | 17  | 9   | 12  | 104     | 142    | .120 | .183   |
| 1987年 | 平地 | 17  | 18  | 11  | 141     | 187    | .091 | .187   |
| 1988年 | 平地 | 11  | 7   | 8   | 68      | 94     | .117 | .191   |
| 1989年 | 平地 | 8   | 6   | 8   | 59      | 81     | .099 | .173   |
| 1990年 | 平地 | 10  | 9   | 18  | 125     | 162    | .062 | .117   |
| 1991年 | 平地 | 13  | 12  | 10  | 76      | 111    | .117 | .225   |
| 1992年 | 平地 | 5   | 2   | 3   | 42      | 52     | .096 | .135   |
| 1993年 | 平地 | 1   | 0   | 0   | 7       | 8      | .125 | .125   |
| 1994年 | 平地 | 0   | 0   | 0   | 0       | 0      | .000 | .000   |
| 計     | 平地 | 560 | 466 | 528 | 3065    | 4615   | .120 | .221   |
| 計     | 障害 | 6   | 8   | 10  | 48      | 72     | .083 | .194   |
| 計     | 総計 | 566 | 474 | 538 | 3113    | 4687   | .120 | .221   |

### 主な騎乗馬
※括弧内は久保騎乗時の優勝重賞競走、太字は八大競走を含むGI級レース。
- ヒメカツプ（1964年タマツバキ記念 (春)）
- ヒヨシキング（1966年タマツバキ記念 (春)）
- マーチス（1968年・1969年札幌記念、1968年ハリウッドターフクラブ賞、1969年目黒記念 (秋)）
- ヒデコトブキ（1969年阪神4歳牝馬特別・桜花賞）
- リキリュウシンゲキ（1969年京都牝馬特別）
- セブンオー（1970年京阪杯）
- セブンアロー（1972年京都牝馬特別）
- シンザンミサキ（1972年愛知杯、1973年鳴尾記念）
- キーミサキ（1975年タマツバキ記念 (春)）
- ロングホーク（1975年阪神大賞典）
- バンブトンシェード（1976年シンザン記念）
- メジロジゾウ（1976年阪神牝馬特別）
- リュウキコウ（1976年阪神3歳ステークス、1977年きさらぎ賞、1978年京都大賞典・目黒記念 (秋)）
- マサフミオー（1977年アラブ大賞典 (春)）
- ホクトボーイ（1977年朝日チャレンジカップ・京都記念 (秋)・天皇賞 (秋)）
- タニノチェスター（1977年阪神大賞典）
- アグネスホープ（1978年毎日杯）
- アグネスベンチャー（1981年CBC賞、1982年スワンステークス）
- マサヒコボーイ（1983年京都記念 (春)）
- シャイニングルビー（1986年中京記念）

その他
- アグネスレディー
- アグネステスコ
- アチーブスター
- オースミシャダイ
- グランドマーチス
- ジュピック
- タニノハローモア
- ヤマニンスキー
- ヤマニンバリメラ
- リユウフオーレル
- メジロワース

## エピソード

### 1968年中京競馬暴動
1968年12月8日の中京第10競走中日賞で、久保はフジタカに騎乗して1位入線した。フジタカは決勝線手前で斜行して他馬の進路を妨げていたが、場内に審議の発表が行われないまま、確定を示すランプが点された。しかし、その後になって競馬会が進路妨害によるフジタカの失格を発表。これを不服とした一部の競馬ファンが暴徒化して場内で投石や放火を始め、機動隊が出動する事態となった。久保ら当事者はパトカーによる護送で競馬場を後にし、翌12月9日には繰り上がり1位となったカルタゴに騎乗していた同期の清水出美や、競馬会の委員らと共に警察署で事情聴取を受けた。久保は暴動発生の責任を負わされて競馬会から3か月間の騎乗停止を通告されたが、「暴動が起きたのは審議のランプを点けずに確定のランプを点けたせいだ」と抗議し、処分は1か月間に減じられた。この事件によって中京開催は残り2日間が中止となり、予定されていた中京最後の繋駕速歩競走が行われないままで終わった。